# Потсдамський університет
Університет Потсдама — німецький громадський університет у Берлін-Бранденбург, Німеччина. Він розміщується у чотирьох університетських містечках у Потсдамі, Бранденбурзі, в тому числі Новий палац Сан-Сусі і парку Бабельсберг.

## Історія
Потсдамський університет був утворений 1991 року у результаті об'єднання Педагогічного коледжу Карла Лібкнехта та Коледжу Бранденбурзького державного коледжу, а також ряду інших дрібніших установ.